# Neményi József Nándor
Neményi József Nándor (Dés, 1940. november 11. –) erdélyi magyar közgazdász, politikus, Neményi Ágnes szociológus férje.

## Életútja
Középiskoláit Désen végezte (1957); a kolozsvári 3 éves Felsőfokú Egészségügyi Technikumban szerzett diplomát (1961). Előbb a kolozsvári Pasteur Intézet alkalmazottja (1962–63), majd a Mezőgazdasági Bankban dolgozik (1968–95), közben a Babeș–Bolyai Tudományegyetem Közgazdasági Karán pénzügytanból diplomát szerez, s elvégzi a bukaresti Vezetéstudományi Főiskolát (1977), majd a Royal College Agriculture-t is (1994). 1995–96-ban képviselő a Román Parlamentben; 1996-tól államtitkári rangban az országos Versenytanács tagja.

## Szakírói munkássága
Első, Az átmenet rögös útja c. tanulmánya a Romániai Magyar Gazdák Évkönyvében (1991) jelenik meg; Egy sajátos eset: a romániai rendszerváltás címmel, Neményi Ágnessel társszerzésben elemző tanulmányt közölt a stockholmi Erdélyi Könyv-Egylet sorozatában megjelent Sokszemközt c. kötetben (Stockholm-Budapest, 1995). 1997-től a székelyudvarhelyi Pulzus c. közgazdasági hetilap főmunkatársa (több mint félszáz írással); ezenkívül az Erdélyi Gazdában, a Korunkban, a Magyar Kisebbségben, a Művelődésben és a kolozsvári Szabadságban jelennek meg közgazdasági tárgyú szakcikkei, elemzései. Foglalkoztatják a romániai falusi gazdaságok helyzetével és a kibontakozás nehézségeivel összefüggő problémák is: ezzel kapcsolatos tanulmányát Kiút a válságból c. alatt az MTA szervezésében megrendezett II. pécsi Falukonferencia-kötet (Pécs, 1993) közölte.
Tanulmányai jelentek meg a Dezvoltarea sectorului privat şi ocuparea forţei de muncă (Kolozsvár, 1996), a Rurality in Europe at the Threshold of Centuries (Kolozsvár, 1999) c. kötetekben és a gráci Ost-West Gegeninformationen c. folyóiratban (Mehr Bauern, wenige Ertrang. 2000/3. Neményi Ágnessel).